# Тамамура
Тамамура (玉村町 Tamamura-machi) је варош у Јапану у префектури Гунма. Према попису становништва из 2015. у вароши је живело 36.952 становника.

## Становништво
Према подацима са пописа, у граду је 2015. године живело 36.952 становника.